# Unschuldig (Film)
Unschuldig ist ein deutscher Fernsehfilm-Zweiteiler von Regisseur Nicolai Rohde aus dem Jahr 2018 mit Felix Klare in der Hauptrolle. Am Filmfest Hamburg 2018 war der Film für den Produzentenpreis für Deutsche Fernsehproduktionen nominiert. Die Erstausstrahlung erfolgte am Samstag, 7. Dezember 2019 in der ARD.

## Handlung
Alex Schwarz wurde vor Gericht für schuldig befunden, seine Ehefrau getötet zu haben, und zu einer Haftstrafe verurteilt. Der Hauptbelastungszeuge gesteht nun auf dem Sterbebett, gelogen zu haben. So darf Alex nach sieben Jahren Haft in die Freiheit zurück, aber hier erwartet ihn weiterhin große Ablehnung. Insbesondere seine Schwägerin ist von seiner Schuld überzeugt. Um dem medialen Aufruhr die Stirn zu bieten, kündigt er öffentlich an, keine Ruhe zu geben, bis der wahre Mörder gefasst und die Leute bestraft würden, die daran schuld seien, dass er nicht nur seine Freiheit, sondern auch seine beiden Kinder verloren habe. Lasse und Lena sind die letzten sieben Jahre bei ihrer Tante Marion aufgewachsen. Marion und Uwe Mosbach haben selbst keine Kinder und die beiden ganz selbstverständlich zu sich genommen. Entsprechend hängt Marion an den Kindern und fürchtet, sie an ihren Schwager „zurückgeben zu müssen“. Alex lässt keine Zeit verstreichen, um wieder das alleinige Sorgerecht zu bekommen. Da die Kinder ein Mitspracherecht haben, bemüht sich Alex, mit den beiden wieder in Kontakt zu kommen. Lasse war acht und Lena fünf Jahre alt, als sie ihre Mutter verloren, und wurden von Marion gegen ihren Vater aufgehetzt, so dass sie ihn ablehnen. Lasse wird allerdings neugierig auf seinen Vater und nimmt Kontakt mit ihm auf. Marion will dies mit aller Macht verhindern, doch anders als bei Lena hat sie bei dem pubertären Lasse einen schweren Stand. Er macht sich in den folgenden Tagen selbst ein Bild von seinem Vater und ist daher auch von dessen Unschuld überzeugt, was er allmählich auch seiner Schwester glaubhaft vermitteln kann.
Die Polizei rollt nun für das Wiederaufnahmeverfahren den Fall komplett neu auf. Katrin Jahnke leitet die Arbeitsgruppe und geht mit ihren beiden Teammitgliedern alle Zeugenaussagen und Indizien noch einmal durch. Neben einem fehlenden Alibi belastet Alex am stärksten sein Mantel, an dem Blut seiner Frau gefunden wurde. Zudem war die Ehe angeblich in einer Krise und das Paar stand möglicherweise vor einer Trennung, zu der es durch den Mord dann nicht mehr kommen musste. Polizei und Öffentlichkeit sind nach wie vor von Alex’ Schuld überzeugt, und ausgerechnet Jahnkes Freund hatte vor sieben Jahren gegen Alex Schwarz ermittelt. Trotzdem versucht die Kommissarin, objektiv zu bleiben, und findet tatsächlich eine Zeugin, die bei Gericht nicht beachtet wurde. Demnach hatte Marion mit ihrer Schwester kurz vor deren Tod einen massiven Streit um einen privaten Kredit, den Marion an ihre Schwester zurückzahlen sollte. Nach weiteren Recherchen steht fest, dass die alten Ermittlungsakten unvollständig sind. Katrin Jahnke ist sich deshalb sicher, dass ihr Freund die Beweise absichtlich so manipuliert hatte, damit es für eine Verurteilung reicht. In der Folge muss sich der Beamte Jan Menhart für sein Fehlverhalten verantworten und wird suspendiert. Marion Mosbach hat sich durch das Verschweigen des Streits verdächtig gemacht. Ebenso gerät auch Alex’ bester Freund, Sven Kolbeck, mit in den Fokus der Ermittlungen, denn er hätte Alex seinerzeit entlasten können, wenn er wahrheitsgemäß bestätigt hätte, zum Tatzeitpunkt mit ihm zusammen gewesen zu sein. Da er aber damals einige Monate eine Affäre mit Alex’ Frau gehabt hatte und ihn deshalb ebenfalls für schuldig hielt, wollte er ihm nicht helfen. Mittlerweile schließt die Ermittlerin nicht aus, dass Kolbeck der wahre Täter ist und Alex Schwarz deshalb absichtlich belastet hat. Aber auch bei Marions Mann finden sich Ungereimtheiten im Vergleich zur Aussage seiner Frau, zudem war er zur Tatzeit in der Nähe des Opfers unterwegs und er kennt sich als Werftarbeiter mit Schiffs- und Rettungsknoten aus – die Leiche wurde vom Täter mit mehreren Spierenstich-Knoten umschnürt.
Katrin Jahnke erhofft sich durch die Analyse des Mantels neue Hinweise, da sich die Messmethoden in den letzten sieben Jahren weiterentwickelt haben. Die Ergebnisse dieser Untersuchung sind für die Ermittler sehr ernüchternd und beweisen, dass Alex’ Frau den Mantel ihres Mannes getragen hat und daher ihre Blutspuren einer Verletzung vom Vortag an das Kleidungsstück geraten sind. Damit ist nun auch der letzte Schlüsselbeweis gegen Alex hinfällig und Jahnke überbringt ihm die Botschaft, dass es kein neues Verfahren geben wird. So ist für ihn der Weg frei, die Vormundschaft der Mosbach für seine Kinder aufheben zu lassen. Für die Ermittler deuten derweil alle Indizien auf Uwe Mosbach als Täter, was für Alex nicht einfach zu ertragen ist. Er spricht mit seinen Kindern, weil er davon überzeugt ist, dass sie im Haus seines Schwagers nicht bleiben können. Er stellt ihnen frei, zu ihm zu ziehen oder bei Marion zu bleiben. Lasse und Lena entscheiden sich für ihren Vater. Der lebt seit seiner Entlassung bei seinem Bruder Daniel, der sich die ganze Zeit intensiv um Alex gekümmert und auch versucht hat, dessen Unschuld zu beweisen. Jetzt war er für ihn da und freute sich darauf, endlich mal wieder mit seinem Bruder in die Berge zum Klettern zu fahren. Da nun die Kinder mit in das Haus einziehen, wird es ihm angeblich zu eng und er beschließt, seine Klettertour allein zu machen. Für Alex kommt das sehr überraschend und er stellt fest, dass Daniel sich ihm gegenüber plötzlich seltsam benimmt. Auch die Kommissarin findet inzwischen Indizien gegen Daniel Schwarz, dessen Alibi vor sieben Jahren gar nicht überprüft wurde. So in die Enge getrieben gesteht er unter Tränen den Mord an seiner Schwägerin. Er hatte sie in der Tatnacht zufällig getroffen und wollte sie eigentlich nur wegen ihrer Untreue zur Rede stellen. Das sei eskaliert und er habe sie mit einem Hammer erschlagen. Um das irgendwie wiedergutzumachen, habe er sich dann so intensiv um Alex gekümmert, und jetzt wollte er eigentlich in die Berge, um sich dort umzubringen.
Alex kann das alles kaum glauben und verlässt mit den Kindern das Haus seines Bruders. Er hat vor, mit ihnen ins Münsterland zu fahren, wo er selbst aufwuchs und glücklich war. Je mehr er während der Fahrt aber darüber nachdenkt, kommt er zu dem Entschluss, sein Leben und das der Kinder nicht noch mehr zu zerstören. Er dreht um und fährt mit ihnen zurück zu Marion und Uwe.

## Hintergrund
Unschuldig wurde im Auftrag von ARD Degeto von der Filmpool Fiction produziert und vom 26. Februar bis zum 28. April 2018 in Eckernförde und Hamburg gedreht.
Das Krimidrama ist eine deutsche Adaption der englischen Miniserie Innocent aus dem Jahr 2018.

## Rezeption

### Einschaltquote
Die Erstausstrahlung beider Teile von Unschuldig am 7. Dezember 2019 wurde in Deutschland von 5,04 Millionen Zuschauern gesehen und erreichte einen Marktanteil von 18,5 Prozent für Das Erste.

### Kritiken
Rainer Tittelbach von Tittelbach.tv meinte: „Autor Florian Oeller lässt das Drama über den Krimi obsiegen. Die Spannung schmälert das keineswegs. Denn der dramaturgische Antrieb des Films ist die Dynamik, die aus den Figuren-Konstellationen, die sich ständig im Wandel befinden, gezogen wird. Aber nicht nur das Gleichgewicht zwischen Drama und Krimi, zwischen Psychologie und Spannungsdramaturgie stimmt in diesem ARD-Premium-Movie – auch die Interaktionen der Charaktere und der filmische Erzählfluss inklusive der Inszenierung im Detail sind bestens aufeinander abgestimmt. Dazu tragen maßgeblich auch die großartigen Schauspieler bei.“
Der SWR fasste zusammen: „Der Film, der eine britische Serie [Innocent] zum Vorbild hat, zunächst ein Zweiteiler werden sollte und nun doch am Stück im Ersten läuft, macht die Zuschauer zunächst zum Komplizen des Vaters, führt sie dann ein Stück weit an der Nase herum, und sammelt zwischenzeitlich sogar ein paar Kitschpunkte ein.“
Sidney Schering von Quotenmeter.de urteilte teilweise negativ und schrieb: „‚Unschuldig‘ erfindet das Krimi-Rad wahrlich nicht neu – was keine Schande ist. Dass der Dreistünder aber letztlich nur die ausgedehnte Variante einer schon im normalen Fernsehkrimi-Metier oft erzählten Geschichte ist, ist durchaus bedauerlich. ‚Unschuldig‘ macht, was schon unzählige Krimis zuvor gemacht haben – bloß halb so schnell. Das Skript von Florian Oeller ringt der normalen Krimistruktur nichts Neues ab und auch die Figurenzeichnung wird durch die längere Laufzeit nicht automatisch anspruchsvoller und tiefgreifender.“ Positiv sieht er das „breite[n] und abwechslungsreiche[n] Aufgebot an Verdächtigen […], die hier nach und nach abgeklappert, ausgefragt und in argumentative Ecken gedrängt werden. Darüber hinaus gelingt es Oeller, immer wieder Zweifel zu streuen. […] So bleibt die Mitknobellust lange groß – und die Lösung am Schluss ist trotzdem stimmig, statt eine an den Haaren herbeigezogene Überraschung darzustellen.“
Bei der Süddeutschen Zeitung meinte Hans Hoff: „Den Anfang dieses Films kann man vergessen. Da sind die Darsteller zu sehen, wie sie jeweils ihren Kopf in die Kamera drehen und betroffen dreinschauen. Da will man eigentlich schon peinlich berührt abschalten. Zumal ein Cello bräsige Töne aus dem Pathossumpf zerrt und visuelle Blitzshots einen Vorabeindruck geben von dem, was da kommt. Sofort denkt man: Es wird nichts Gutes sein. Aber dann,“ entwickelt sich der Film zu einem „Großwerk[s], das noch nachhallt, wenn der Abspann längst durch ist.“
Tilmann P. Gangloff schrieb für die Stuttgarter Nachrichten: „Wenn die ARD den Darsteller eines ‚Tatort‘-Kommissars als Mordverdächtigen in einem Krimi außerhalb der Reihe besetzt, hat das stets einen besonderen Reiz.“  Leider seien „Die ohnehin unnötig ausführlich erzählten Nebenebenen […] ein Grund dafür, warum dem ansonsten durchweg fesselnden Zweiteiler, den die ARD am Stück zeigt, im letzten Drittel etwas die Puste ausgeht.“

### Auszeichnungen
- 2020: Hessischer Fernsehpreis in der Kategorie Bester Schauspieler (Godehard Giese)[8]